# المعهد السويدي لأبحاث الدفاع
المعهد السويدي لأبحاث الدفاع (بالسويدية: Försvarets forskningsanstalt)‏ هوَ وكالة حكومية سويدية تختصّ في مجال البحوث الدفاعية. نشطَ في الفترة ما بين 1945 حتى 31 كانون الثاني/ديسمبر 2000 تاريخُ دمجه مع المعهد القومي لبحوث الطيران مُشكّلان بذلك الوكالة السويدية لأبحاث الدفاع التي تأسست في الأوّل من كانون الثاني/يناير 2001.

## التاريخ
تأسس المعهد السويدي لبحوث الدفاع ويُعرف في السويد باسمِ المعهد القومي لبحوث الدفاع في عام 1945 حيثُ تولى العمليات في المعهد الكيميائي للقوات المسلحة السويدية ومعهد الفيزياء العسكرية وتقنية الاتصالات التابعة للمجلس السويدي للاختراعات أي أنه تكلّف نظريًا بجميع البحوث التقنية والعلمية. تمّ تقسيم المعهد السويدي لبحوث الدفاع إلى ثلاث أقسامٍ رئيسيّة بغرض تنظيم العمل وتحقيق أفضل نتيجة؛ فالقسمُ الأول تخصّص في الكيمياء/الطب بينما يهتم القسم الثاني بالفيزياء العامة في حين يقومُ القسم الثالث على الاتصالات السلكية واللاسلكية.
بحلول عام 1959 تمّت إضافة قسمٍ رابعٍ وهوَ قسم الفيزياء والكيمياء النووية كما تم إضافة مؤسسة خاصة لتحليل العمليات والتخطيط والتحقيق والتي غُيّر اسمها عام 1962 إلى وكالة التخطيط. في نفسِ العام تمّ إضافة مؤسسة لأبحاث المواد وفي عام 1965 تم فصل مختبر تكنولوجيا الاتصالات الدفاعية وجعلهِ وحدةً منفصلة. حدثت إعادة تنظيم كبرى للمعهد في الأول من تمّوز/يوليو عام 1974 وقد شملت هذهِ الهيكلة كل من المكتب المركزي، مجلس الإدارة بالإضافة إلى قضايا أخرى.
بشكلٍ عام يُمكن تقسيم مرافق المعهد إلى:
- القسم الأوّل: قسمٌ مختصٌ بدراسات القوات المسلحة والدراسات البيئية والاجتماعية، وتحليل السياسات الأمنية والعمليات وكذا حليل النظم
- القسم الثاني: هو قسمٌ مهتهم بالفيزياء العامة د تكنولوجيا الأجهزة النووية، معالجة البيانات الإلكترونية، أبحاث المواد، تكنولوجيا الحماية، إلخ.
- القسم الثالث: هو قسمٌ يركّز على البصريات والإلكترونيات والصوتيات والرادار وإشارات الاستخبارات
- القسم الرابع: هو قسم يعملُ في مجال الكيمياء الحيوية وعلم الأحياء الدقيقة
- القسم الخامس: التكنولوجيا الحيوية والطب

قُسم المكتب المركزي في عام 1976 إلى ثلاثة أقسام: التخطيط المركزي، المكتب الإداري والمكتب الإداري الخاص بالموظفين، وقد أعيد تنظيمهُ فيما بعد إلى قسمين: وحدة التخطيط والتطوير ووحدة الإدارة. دُمج هذا المعهد معَ المعهد القومي لبحوث الطيران فشكّلَا الوكالة السويدية لأبحاث الدفاع التي تأسست في الأول من /كانون الثاني/يناير 2001.

## قائمة الرؤساء

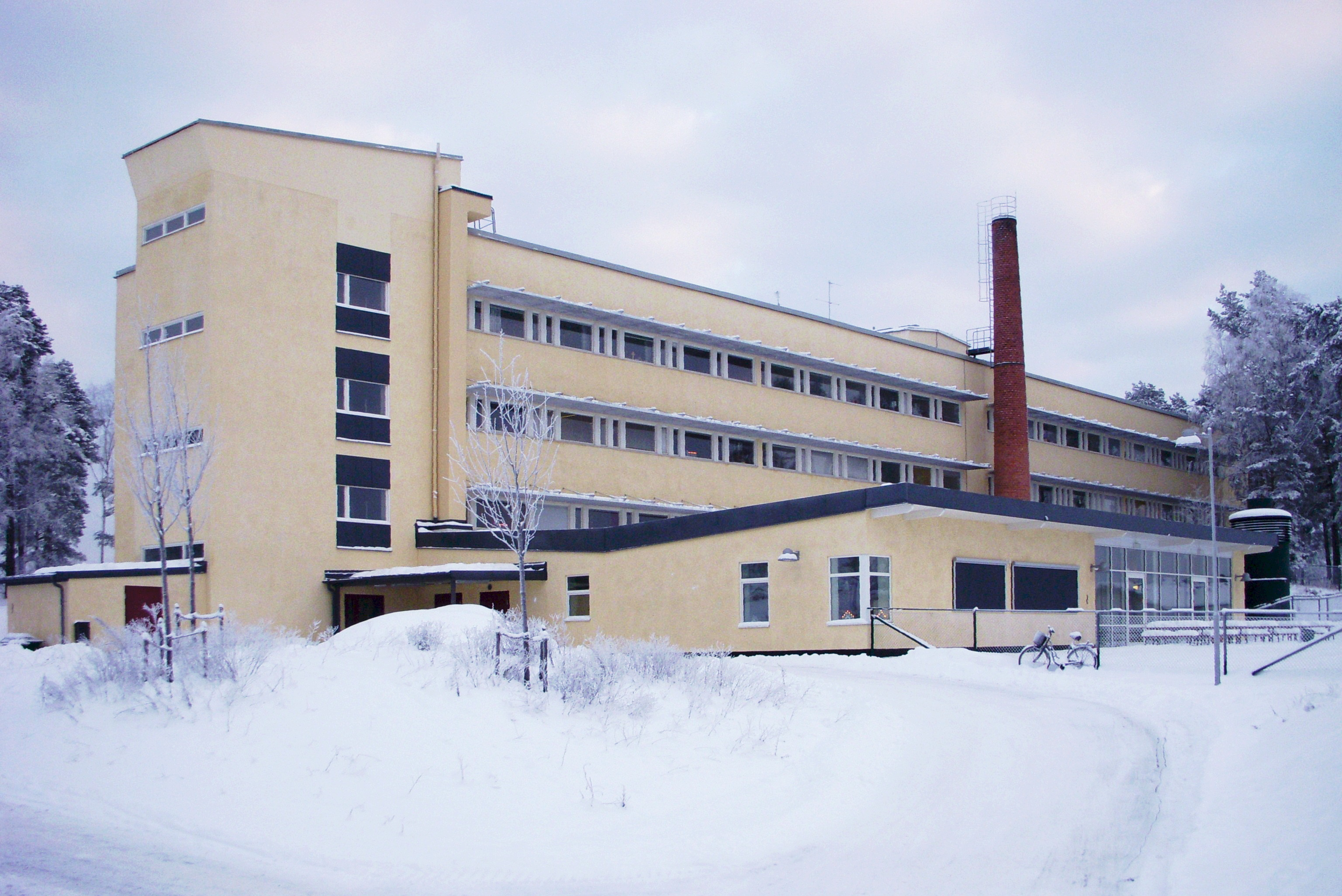
مبنى مكتب المعهد القديم في بلدية ساندبيبيرغ

رؤساء الإدارة
- 1945 - 1952: ألبرت بيوركيسون
- 1952 - 1957: هوغو لارسون

المدراء العامين
- 1957 - 1968: مارتن فيرم
- 1968 - 1974: تورستن ماجنوسون
- 1974 - 1984: نيلز هنريك لوندكويست
- 1984 - 1985: لارس إريك تاملين
- 1985 - 1994: بو ريبيك
- 1994 - 2000: بنجت أندربرغ